# Ludwikowo (Białoruś)
Ludwikowo – wieś na Białorusi na obszarze Polesia, w rejonie hancewickim obwodu brzeskiego, położona na wschód od Hancewicz.
Do 1939 miejscowość znajdowała się na obszarze powiatu łuninieckiego w województwie poleskim II Rzeczypospolitej. Miejscowość była jednym z garnizonów macierzystych batalionu KOP "Ludwikowo".